# Déviance
Pour le manga, voir Déviances (manga).

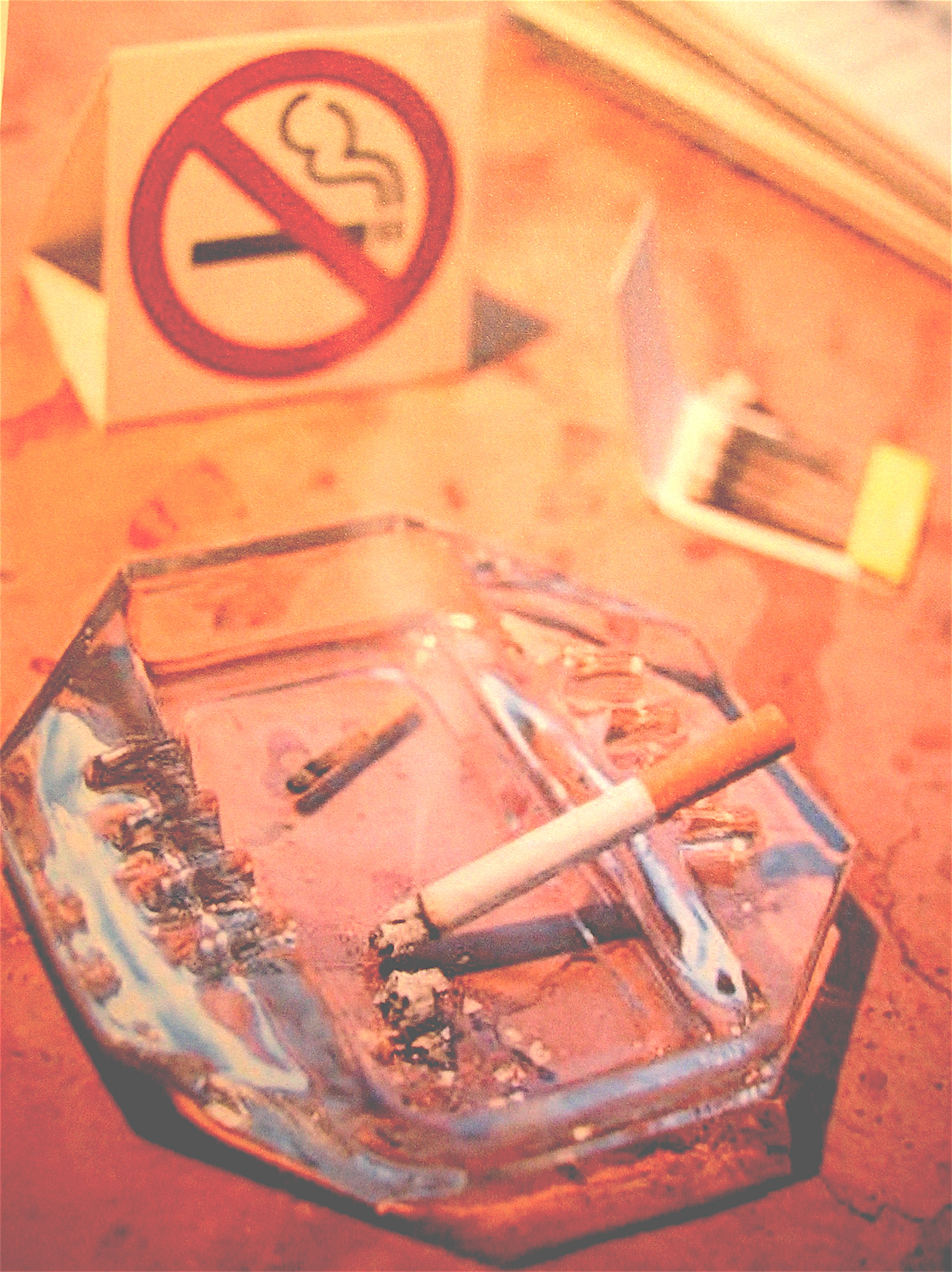
Cigarettes consommées alors que ce n'est pas autorisé.

La déviance est une notion de sociologie désignant des comportements non conformes aux normes sociales (au sens restreint). Dans les sphères normatives de la société, la déviance peut être punie par la loi, par des sanctions sociales (contrôle social informel), ou vue comme un trouble psychologique ou comportemental.
Les normes sociales étant sujettes à évolution, certaines conduites déviantes peuvent donc devenir acceptables, voire conformistes, de même que des conduites conformistes peuvent à leur tour devenir déviantes. Le cas de l'acceptation ou non de l'homosexualité et de son déclassement en tant que trouble mental illustre cette évolution des normes.
Selon Émile Durkheim, les conduites déviantes permettent le changement social, car si elles n'existaient pas on assisterait à une reproduction sociale à l'identique, de génération en génération.

## Des formes variées de déviance

### Définition
La sociologie ne porte pas de jugement de valeur sur la déviance : il n'y a pas de « bonne » ou de « mauvaise » déviance. La sociologie étudie comment et pourquoi émergent des comportements et des attitudes différents des normes sociales majoritaires dans une société donnée.
Pour les tenants de la sociologie de la déviance, comme Albert Ogien, la notion de déviance est relative car elle diffère selon les sociétés étudiées et les époques. La déviance étant considérée comme une attitude ou des comportements non conformes aux normes et valeurs véhiculées par une société, si ces valeurs ou normes évoluent, alors la perception de ces attitudes et des comportements évoluent également.
Cela renvoie à un facteur essentiel de la notion de déviance : les entrepreneurs de morale. Un entrepreneur de morale est l'individu par le prisme duquel un acte observé sera qualifié de déviant. C'est donc par le regard d'autrui qu'un acte sera ou non déviant selon Howard Becker dans Outsiders (processus d'étiquetage).
Plus largement, c'est la société dans laquelle s'insère l'individu qui déterminera, en fonction de ses valeurs et normes, si un acte est déviant ou non. On peut donc aussi ajouter qu'un même individu, s'adonnant aux mêmes actes (considérés comme déviants par sa société), pourra ne pas l'être dans une autre société ou à une autre époque si les normes et valeurs en place diffèrent.
Howard Becker (sociologue du XXe) note que le caractère déviant dépend de la manière dont les autres vont réagir, plutôt que de l'acte en lui-même. C'est-à-dire que l'acte lui-même n'est pas déviant mais qu'il le devient vis-à-vis du regard d'autrui.
Nous retrouvons là l'esprit de la définition que Simmel donne des pauvres : « Ce n’est qu’à partir du moment où ils sont assistés - ou peut-être dès que leur situation globale aurait dû exiger assistance, bien qu’elle n’ait pas encore été donnée - qu’ils [les pauvres] deviennent membres d’un groupe caractérisé par la pauvreté. Ce groupe ne demeure pas uni par l’interaction de ses membres, mais par l’attitude collective que la société, en tant que tout, adopte à leur égard ». Georg Simmel note en effet que cette définition s'applique également pour la déviance. Selon lui, « ceci est analogue à la manière dont le crime, dont la définition substantive engendre de telles difficultés, est défini comme une action punie par des sanctions publiques ».

### La déviance, un phénomène relatif
La déviance n'est pas en soi un état, et c'est un phénomène relatif et hétérogène. Hétérogène car on observe dans la déviance divers groupes, et car on est tous déviants à un moment donné[réf. nécessaire].
Relative car on peut considérer qu'à un moment et dans un groupe, un acte est déviant alors qu'ailleurs à un autre moment, il peut ne pas l'être.
Pour illustrer cela, on peut prendre deux exemples :
- relativité selon les sociétés : le cas de l'homosexualité. Selon les sociétés l'homosexualité est une forme de transgression de la norme hétérosexuelle. Elle est considérée comme une déviance à la fois comme norme juridique et norme sociale. Au contraire, dans d'autres sociétés c'est seulement une transgression de norme sociale voire ce n'est plus une déviance avec une forme de tolérance, ou bien ce peut être une norme de la même façon que l'hétérosexualité.
- relativité selon les groupes sociaux : le cas de l'illettrisme. Des études montrent que le portrait robot de l'illettré est peu diplômé, souvent manœuvre ou ouvrier ; dans ces groupes, cette déviance est plus tolérée que dans d'autres (milieux aisés notamment). Cette déviance est quasi-invisible : on parle de stigmate.

## Les explications sociologiques de la déviance

### Explications sur l'acteur social et perspectives historiques
Au XIXe siècle, la théorie du criminel né prônée par le professeur Cesare Lombroso énonce que le déviant a des caractéristiques innées qui en font une personne différente dès la naissance.
Dans les années 60, on met en évidence que c'est le milieu social avec un échec de la socialisation familiale qui entraîne un mode de vie bouleversé qui entraîne la déviance.
Finalement, en sociologie on distingue trois approches :
- celle de l'école de Chicago qui montre que la déviance est liée à une désorganisation sociale liée elle-même à une urbanisation incontrôlée (avec l'arrivée massive de sans-abris, prostituées… avec l'immigration massive vers les États-Unis)
- l'approche culturaliste qui énonce que de génération en génération, on va transmettre une sous-culture déviante à l'intérieur de la culture nationale dominante
- l'approche fonctionnaliste étudiée par Robert King Merton : on devient déviant lorsqu'on n'arrive pas à concilier les objectifs culturellement admis par la société et les moyens qu'elle donne aux individus pour atteindre ces objectifs. Merton distingue cinq cas (exemple buts=enrichissement et moyen=travail) :

| modes d'adaptation | buts                             | moyens                           | exemples                      |
| ------------------ | -------------------------------- | -------------------------------- | ----------------------------- |
| conformisme        | accepte                          | accepte                          | le citoyen idéal              |
| innovation         | accepte                          | refuse                           | dealers, voleurs, escrocs     |
| ritualisme         | refuse                           | accepte                          | bureaucrates, caissiers       |
| évasion            | refuse                           | refuse                           | vagabond, sans-abris, drogués |
| rébellion          | volonté d'en promouvoir d'autres | volonté d'en promouvoir d'autres | groupes révolutionnaires      |

### Approches interactionnistes
Pour les sociologues interactionnistes (Goffman, Howard Becker), la déviance peut s'analyser comme un produit de processus sociaux.
Le premier mécanisme étudié par Becker est le mécanisme d'étiquetage: un acte ou une personne est déviante si celui ou celle-ci a été étiquetée, désignée comme telle. Becker dira ainsi que "le déviant est celui auquel cette étiquette a été appliquée avec succès". Le vol est ainsi un acte que de nombreux groupes sociaux ont étiqueté. Un exemple plus récent est celui, développé par Charlotte Debest, sur les femmes "sans enfants volontaires", comportement aujourd'hui étiqueté comme déviant.
Ce processus d'étiquetage est au centre d'une théorie d'Howard Becker : les carrières déviantes. Pour lui, la déviance est un apprentissage, un processus social jalonné d'étapes. Il distingue quatre étapes dans une carrière où le mécanisme d'étiquetage joue un rôle important :
- première transgression de la norme (déviance primaire)
- étiquetage de la personne de la part du groupe social d'appartenance: on est désigné comme déviant
- l'enfermement dans la déviance, on s'habitue, on continue malgré l'étiquetage et le contrôle social
- l'entrée dans un groupe social de déviant

Un exemple : celui du dopage. Un sportif peut être amené à se doper car l'enjeu de la performance devient pour lui central. Cette personne est bien sûr étiquetée déviante car la pratique est une transgression de norme; elle se sait étiquetée avec les campagnes contre le dopage. Progressivement, le dopage devient tout de même une banalité, notamment au contact des médecins et par les interactions sociales amenant à intégrer un groupe de dopés. Il s'agit d'un apprentissage (éviter les contrôles par exemple).
Enfin Goffman étudiera les mécanismes qui peuvent conduire à l'étiquetage. Il développera alors le concept du processus de stigmatisation, c'est-à-dire d'imposition d'une identité déviante par la société au nom d'une caractéristique étiquetée. Pour lui, une personne qui possède un stigmate (caractéristique propre qui va conduire l'individu à être moqué et rejeté comme parfois l'homosexualité) peut se voir étiquetée au nom de ce stigmate. En effet, selon lui, il se crée alors une identité virtuelle de la personne qui lui est attribuée sur le bas de ce stigmate. La déviance s'analyse alors comme un stigmate et un étiquetage. Par exemple, les personnes d'origine maghrébines sont souvent l'objet du processus de stigmatisation ; on leur attribue du fait de leur stigmate cette identité virtuelle souvent délinquante et parfois à tort : ils sont étiquetés, victime de stéréotypes, c'est la stigmatisation de Goffman.